# Bronson Pinchot
Bronson Alcott Pinchot (New York, 20 mei 1959) is een Amerikaans televisie- en filmacteur. Hij won samen met alle acteurs van de film The First Wives Club in 1996 een National Board of Review Award. Voor zijn rol als Balki Bartokomous in de komedieserie Perfect Strangers werd hij in 1987 genomineerd voor een Emmy Award.
Pinchot speelde van 1986 tot en met 1993 samen met Mark Linn-Baker de hoofdrol in de komedieserie Perfect Strangers. Daar was hij als Balki Bartokomous de komische noot van het tweetal, als schaapherder van het fictieve eiland Mypos, die zijn ogen uitkijkt in het grote Amerika. Enkele jaren daarvoor maakte Pinchot zijn filmdebuut in Risky Business, naast onder meer Tom Cruise. Hij was in 1984 ook te zien in een klein rolletje in Beverly Hills Cop, en jaren later in een vervolg daarop, Beverly Hills Cop: Axel F, beide met hoofdrolspeler Eddie Murphy.
Als stemacteur leende Pinchot ook een aantal keren zijn stem aan films en series. Zo sprak hij de stem in van The Griffin voor Quest for Camelot en die van Francois voor Lady and the Tramp II: Scamp's Adventure. Tevens gaf hij een personage een stem tijdens gastrollen in onder meer Hey Arnold!, Duckman: Private Dick/Family Man en Eek! the Cat.

## Filmografie
- Beverly Hills Cop: Axel F  (2024)
- The Tale of Despereaux (2008)
- You and I (2008)
- From a Place of Darkness (2008)
- Hooking Up (2008)
- Mr. Art Critic (2007)
- The Wager (2007)
- Diamond Zero (2005)
- Second Best (2004)
- Straight No Chaser (2003)
- Winning Girls Through Psychic Mind Control (2002)
- Lady and the Tramp II: Scamp's Adventure (2001, televisiefilm)
- Putting It Together (2000, televisiefilm)
- The All New Adventures of Laurel & Hardy in 'For Love or Mummy' (1999)
- Out of the Cold (1999)
- Beach Movie (1998)
- Quest for Camelot (1998, stem)
- Slappy and the Stinkers (1998)
- Merry Christmas, George Bailey (1997, televisiefilm)
- Babes in Toyland (1997, stem)
- Jungledyret 2 - den store filmhelt (1996, stem in Engelstalige versie)
- The First Wives Club (1996)
- Courage Under Fire (1996)
- It's My Party (1996)
- Bruno the Kid: The Animated Movie (1996, stem)
- The Langoliers (1995, televisiefilm)
- Beverly Hills Cop III (1994)
- Jungledyret (1993, stem in Engelstalige versie)
- True Romance (1993)
- Blame It on the Bellboy (1992)
- Jury Duty: The Comedy (1990, televisiefilm)
- Second Sight (1989)
- Between Two Women (1986, televisiefilm)
- After Hours (1985)
- Hot Resort (1985)
- The Flamingo Kid (1984)
- Beverly Hills Cop (1984)
- Bachelor Party (1984)
- Risky Business (1983)

## Televisieseries
*Vijf afleveringen of meer
- The Young and the Restless – Patrick Dalton (6 afleveringen, 2008)
- Step by Step – Jean-Luc Rieupeyroux (24 afleveringen, 1997)
- Perfect Strangers – Balki Bartokomous (150 afleveringen, 1986–1993)